# Jimmy Kennedy
James B. Kennedy eller Jimmy Kennedy (født 20. juli 1902 – død 6. april 1984) var en nordirsk sangskriver og komponist, der primært forfattede sangtekster til eksisterende melodier, f.eks. "Teddy Bears' Picnic" og "My Prayer" ("Avant de mourir"), eller skrev sange i samarbejde med bl.a. Michael Carr, Wilhelm Grosz (der undertiden brugte kunstnernavnet Hugh Williams) og Nat Simon. I sin karriere, der spændte over mere end halvtreds år, skrev han omkring 2000 sange, hvoraf over 200 blev verdensomspændende hits, og omkring 50 regnes som klassikere indenfor populærmusik.

## Opvækst
Kennedy blev født i Omagh, County Tyrone i Nordirland. Hans far, Joseph Hamilton Kennedy, var politimand i Royal Irish Constabulary (RIC). Under sin opvækst i landsbyen Coagh, skrev Kennedy flere sange og digte. Han var inspireret af lokalområdet - udsigten over Ballinderry River, det nærliggende Springhill House og de mange kastanjetræer på familiens ejendom, hvilket bl.a. fremgår af hans digt Chestnut Trees. Han flyttede senere til Portstewart, en badeby i County Londonderry.
Kennedy blev uddannet fra Trinity College i Dublin, inden han begyndte som underviser i England. Han blev herefter optaget i kolonitjenesten som embedsmand, i 1927.

## Den musikalske karriere
Mens han ventede på at gå i kolonitjeneste ved en udstationering i Nigeria, påbegyndte Kennedy sin karriere som sangskriver. Hans første succes kom i 1930 med "The Barmaid's Song", sunget af Gracie Fields. En anden tekstforfatter Harry Castling introducerede ham for Bert Feldman, en musikforelægger baseret i Denmark Street (regnes som Londons "Tin Pan Alley"), og her blev Kennedy ansat. I begyndelsen af 1930'erne skrev han en række populære sange, bl.a. "Oh, Donna Clara" (1930), "My Song Goes Round the World" (1931) og "The Teddy Bears' Picnic" (1933), med nye tekstlinjer til John Walter Brattons sang fra 1907.
I 1934 afviste Feldman, Kennedys sang "Isle of Capri", som i stedet blev et stort hit for en ny udgiver, Peter Maurice. Kennedy skrev flere populære sange til Maurice, herunder "Red Sails in the Sunset" (1935), inspireret af sommeraftenerne i Portstewart, Nordirland; "Harbour Lights" (1937); og "South of the Border" (1939), inspireret af et feriebillede (fra et postkort), han modtog fra Tijuana, og skrevet i samarbejde med komponisten  Michael Carr.  Kennedy and Carr arbejdede ligeledes sammen på en række West End Theatre-shows i 30'erne, eksempelvis på London Rhapsody (1937).  "My Prayer" der oprindeligt var skabt af Georges Boulanger, fik engelske tekster af Kennedy in 1939. Boulanger gav den i sin tid titlen "Avant de Mourir" (1926).
I den tidlige fase af 2. verdenskrig, mens han gjorde tjeneste i den britiske hærs Royal Artillery (hvor han steg til rang af kaptajn), skrev han slagsangen "We're Going to Hang out the Washing on the Siegfried Line". Andre hits fra denne periode omfatter bl.a. "Hokey Pokey" (som Knud Pheiffer satte dansk tekst til med titlen "Åh, boogie woogie"), og en engelsk Kennedy-tekst til "Lili Marlene".  Efter krigens afslutning fortsatte han sangskrivningen med "Apple Blossom Wedding" (1947), "Istanbul (Not Constantinople)" (1953) og "Love Is Like a Violin" (1960). I 1960'erne forfattede han "The Banks of the Erne", for sin krigskammerat Theo Hyde, også kendt som "Ray Warren".
Jimmy Kennedy var protektor for The Castlebar International Song Contest fra 1973-1984 (til sin død), og hans tilknytning til begivenheden gav konkurrencen høj anseelse i offentligheden.

## Priser
Kennedy vandt to Ivor Novello Awards for sine mange års bidrag til musikken og modtog en æresgrad fra Ulster University. Han blev desuden tildelt Order of the British Empire i 1983. I 1997 blev han posthumt optaget i Songwriters Hall of Fame.

## Død
Jimmy Kennedy døde i Cheltenham d. 6. april 1984, 81 år gammel og blev begravet i Taunton, Somerset. Han efterlod sig to sønner.

## Udvalgte sange
- "Blaze Away", tilføjede tekst til Abe Holzmanns marchsang fra 1931
- "Barmaids Song"
- "Red Sails in the Sunset"
- "South of the Border"
- "We're Going to Hang out the Washing on the Siegfried Line"
- "The Isle of Capri"
- "Istanbul (Not Constantinople)"
- "My Prayer"
- "Teddy Bears' Picnic"
- "Love is Like a Violin" (en oversættelse af 'Mon cœur est un violon' skabt af Miarka Laparcerie - J.Richepin)
- "Hokey Pokey" (Åh, boogie woogie") fra 1942
- "Roll Along Covered Wagon"
- "Harbour Lights"[1]